# Vật lộn

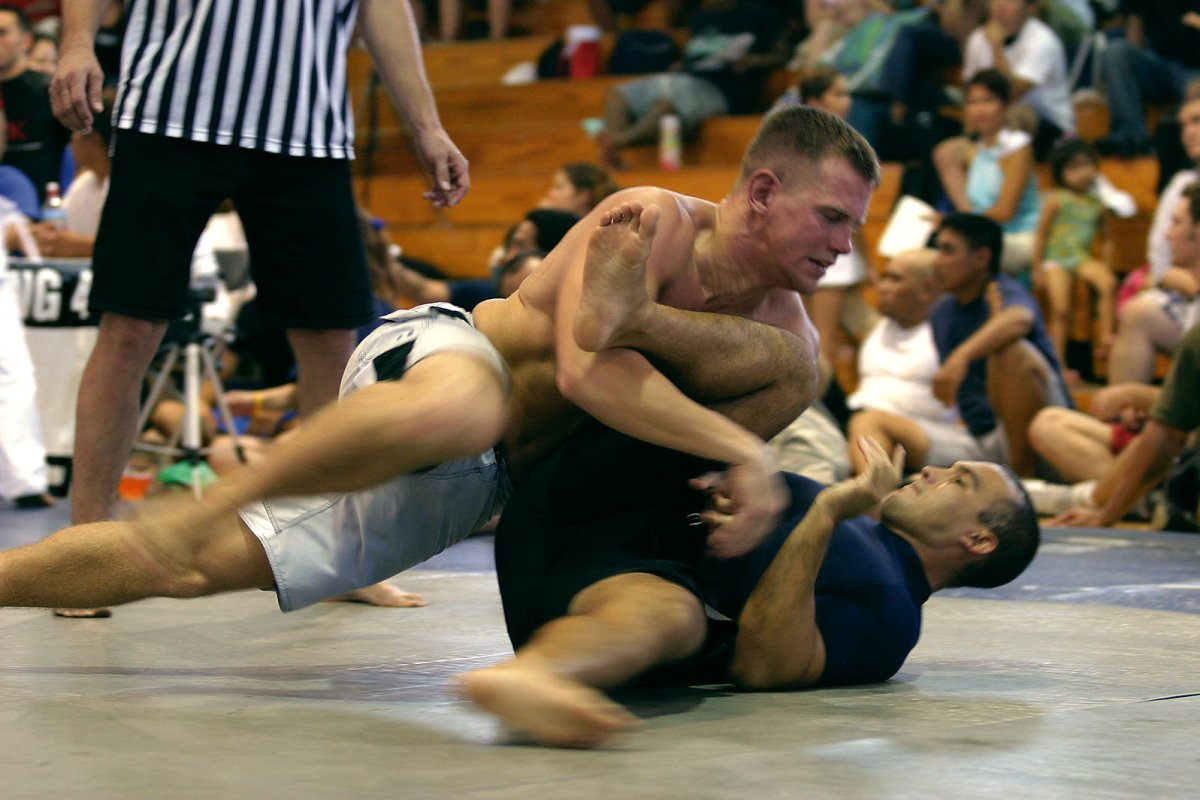
Giải vô địch vật lộn của bang Hawaii, tháng 8/2004.

Vật lộn (Grappling) là một nhóm các kỹ thuật cận chiến được sử dụng để chiếm được lợi thế, ví dụ như đạt được những vị trí có lợi, hoặc gây sát thương cho đối thủ. Grappling giúp ích cho rất nhiều kỹ thuật trong các trường phái, bộ môn võ thuật mà được nhiều người tập luyện như là một môn thể thao đối kháng hoặc là cho mục đích tự vệ.
Thông thường thì trong grappling sẽ không có các kỹ thuật tấn công như đấm, đá, hoặc vũ khí. Tuy nhiên, một vài trường phái võ thuật, chiến đấu, được biết đến vì sự độc đáo với kỹ thuật grappling của mình, họ hướng dẫn cả chiến thuật mà có cả các kỹ thuật tấn công đấm đá, vũ khí cùng với grappling, hoặc là kết hợp các thứ đó với grappling.

## Các loại kỹ thuật trong vật lộn (grappling)

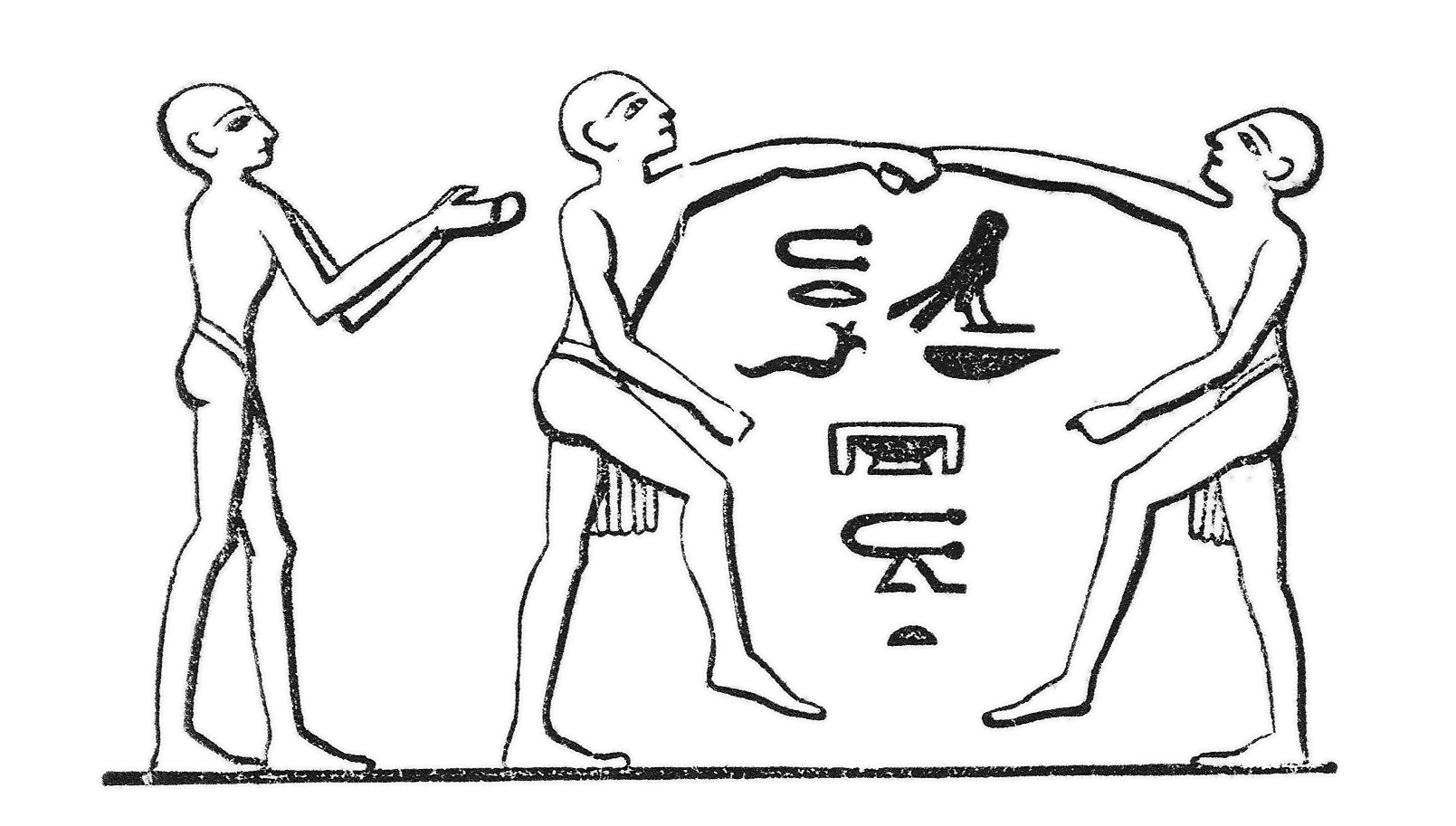
Đấu vật Ai Cập cổ đại

Các kỹ thuật grappling có thể được chia nhỏ ra thành nhiều loại, như Clinch fighting (Tình huống ôm được sử dụng trong Boxing, Muay,..), đánh ngã và ném (Take down and throws), kỹ thuật khóa siết và gây áp lực kiểm soát, kỹ thuật đánh ngã, kỹ thuật đảo ngược, ghi điểm và cuối cùng là kỹ thuật thoát hiểm.
- Clinching: thường được dùng khi hai người đang trong trạng thái chiến đấu khi đang đứng, sử dụng chủ yếu ở phần thân trên của hai người. Kỹ thuật Clinch thường được dùng để thiết lập một kỹ thuật mà có thể quật ngã đối thủ hoặc là phòng thủ chống lại chính những kỹ thuật quật ngã đó.
- Takedown: thường được các võ sĩ sử dụng để đưa đối thủ của mình từ tư thế đứng ban đầu khi cả hai đang đứng, xuống mặt đất. Sauk hi hoàn thành cú vật ngã, võ sĩ sử dụng kỹ thuật vật thường hướng đến việc kết thúc ở phía trên của đối thủ trong một vị trí để có thể kiểm soát.
- Throws: Ném là một kỹ thuật mà ở đó một võ sĩ nâng hoặc tấn công vào sự thăng bằng của đối thủ, và kiểm soát đối thủ chặt chẽ trên không hoặc dưới mặt đất. Mục đích của các kỹ thuật ném khác nhau tùy theo các môn võ khác nhau, với một số kỹ thuật ném thì được chú trọng vào khả năng vô hiệu hóa đối thủ trong khi đứng, hoặc là để có thể vật ngã hoặc là kiểm soát vị trí.
- Sprawling: Sprawl (nằm trườn) là một kỹ thuật phòng thủ thường được dùng khi mà đối thủ cố gắng đánh ngã mình. Kỹ thuật này được sử dụng bằng cách đưa hai chân ra phía sau đồng thời nằm mở rộng ra thật nhanh chóng. Nếu làm đúng, người thực hiện sẽ nằm úp ở trên lưng của đối thủ và có thể dành được sự kiểm soát trên lưng.
- Submission holds: Còn được gọi là khóa siết, tổng thể thì có hai loại khóa siết: một nhóm đầu tiên là các kỹ thuật có thể bóp nghẹt hoặc làm đối thủ ngạt thở (Choke), nhóm các kỹ thuật còn lại thì có khả năng gây tổn thương cho khớp hoặc các vị trí khác (lock). Trong các môn thể thao Grappling, một võ sĩ khi bị khống chế thường sẽ sử dụng lời nói hoặc đập nhẹ vào đối thủ (tap out) để thông báo rằng mình đã nhận thua khi mà anh tạ bị kẹt trong một một tình huống khóa siết mà bản thân không thể thoát được. Những võ sĩ không ‘’tap out‘’ thì sẽ có nguy cơ bị bất tỉnh hoặc gặp chấn thương nghiêm trọng.
- Securing and Controlling Techiques: Các kỹ thuật kiểm soát là những kỹ thuật liên quan đến việc dùng để giữ đối phương ở vị trí mà anh ta không có khả năng tấn công. Ở trong một vài môn Grappling thi đấu, kiểm soát thường đi liền với khả năng chiến thắng ngay tức thì, và ở trong một vài môn khác thì nó được coi là một vị trí khống chế đối thủ có thể được dùng để tính điểm. Các kỹ thuật kiểm soát khác được dùng để giữ đối thủ úp mặt xuống đất hoặc là trên cả tay và chân, để ngăn chặn việc đối thủ có thể thoát khỏi sự tấn công. Một trong số các kỹ thuật này có thể làm mở đầu cho việc sử dụng các đòn khóa siết.
- Escape: Theo một nghĩa tổng thể, thì việc sử dụng kỹ thuật thoát hiểm được thực hiện bằng việc thoát ra khỏi sự nguy hiểm hoặc từ một vị trí thấp hơn; ví dụ, một võ sĩ ở dưới vị trí kiểm soát bên cạnh (side control) thoát khỏi vị trí đó và thiết lập được tư thế guard hoặc quay trở về trạng thái đứng cân bằng nhau, hoặc là khi một võ sĩ có thể thoát ra khỏi tình huống bị đe dọa khóa siết và quay trở về được vị trí mà ở đó anh ta không còn gặp nguy hiểm bởi các đòn khóa siết nữa.
- Turnovers: được dùng để kiểm soát, đối thủ khi mà anh ta bị nằm úp, hoặc có thể ở tư thế Turtle (nằm úp và co người về bằng cả tay và chân, giống như đang quỳ úp xuống), và hướng tới để ghi điểm, chuẩn bị cho việc gây áp lực hoặc chiếm lấy một vị trí có lợi hơn.
- Reversals or Sweep: Điều này có nghĩa là khi một võ sĩ ở vị trí bên dưới của đối thủ anh ta, có thể đảo ngược tình huống để mà lên một vị trí ở trên hoặc có lợi hơn so với đối thủ của anh ta.

## Sử dụng
Tùy theo môn võ mà mức độ các kỹ thuật Grappling được sử dụng sẽ khác nhau. Một vài môn, ví dụ như Wrestling nghiệp dư, Pehlwani, Judo, Sumo, BJJ, là những môn chuyên về Grappling và không cho sử dụng những kỹ thuật striking như đấm hoặc đá,..Nhiều môn thể thao đối kháng, ví dụ như Shooto và các cuộc thi võ tổng hợp (MMA) vẫn cho phép sử dụng Grappling trong khi vẫn duy trì các kỹ thuật Striking như là một phần của cả bộ môn. 

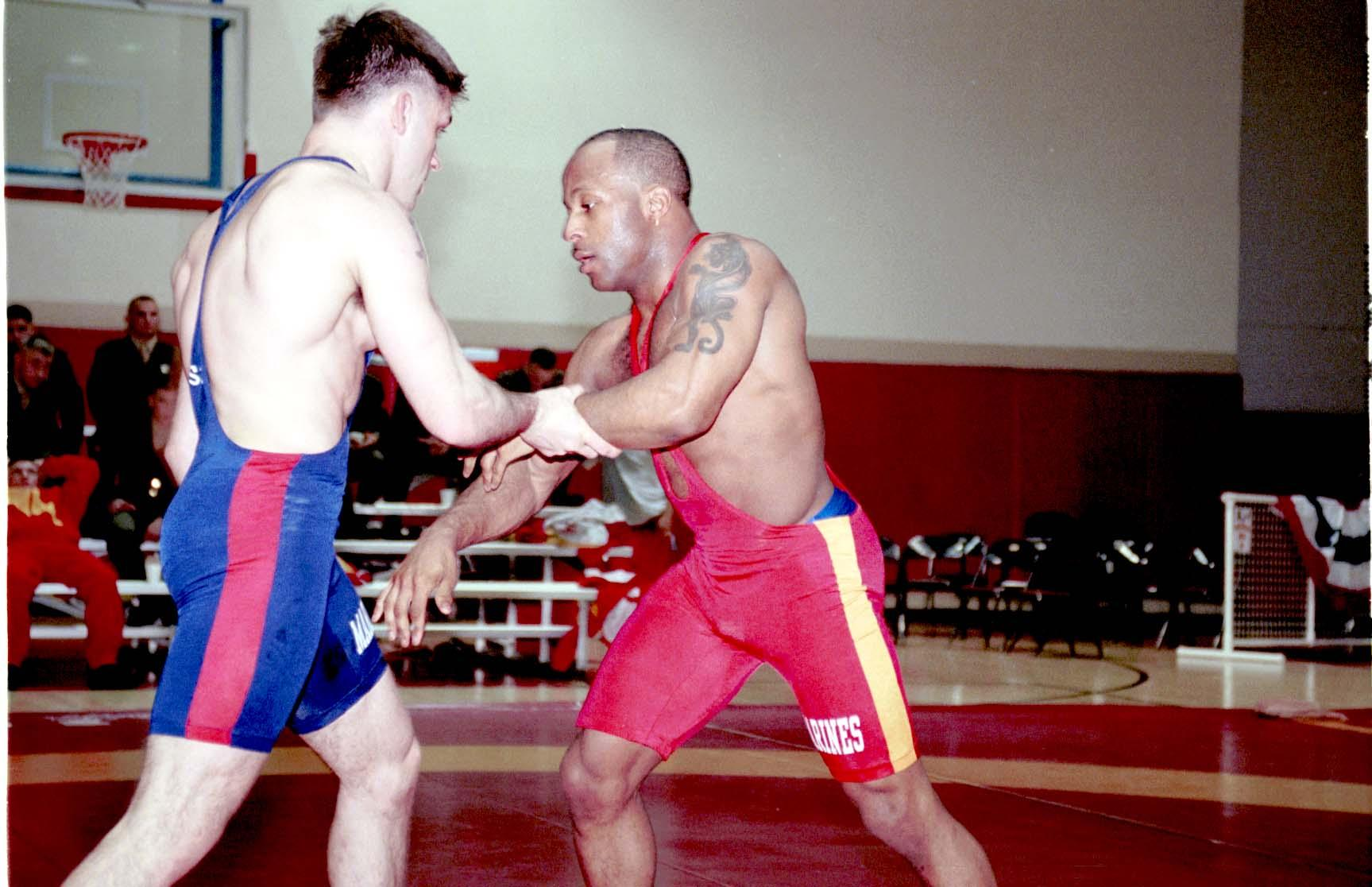
Hai võ sĩ vật đang chiến đấu

Grappling thường không được sử dụng trong nhiều bộ môn võ thuật và thể thao đối kháng, lý do vì ở các bộ môn đó tập trung vào các phần khác của chiến đấu ví dụ như chiến đấu vũ khí, đấm đá. Tuy nhiên thì những võ sĩ trong những bộ môn này vẫn vật lộn trong các trận đấu với nhau, và thường là khi họ mệt mỏi hoặc do vết thương, khi tình huống này xảy ra trọng tài sẽ bước ra và yêu cầu bắt đầu lại trận đấu, thỉnh thoảng thì đưa ra cảnh báo cho một hoặc cả hai võ sĩ. Ví dụ như trong Boxing, Kickboxing, Teakwondo, Karate, và đấu kiếm. Trong khi đó, ở Muaythai,, bộ môn sử dụng nhiều kỹ thuật Clich Hold (ôm và giữ) được gọi là Cà vạt đôi (Double collar tie), thì việc sử dụng Grappling lâu sẽ dẫn đến việc tách ra của cả hai võ sĩ.
Các kỹ thuật Grappling cũng như phòng vệ Grappling cũng được nhìn nhận như một phần quan trọng trong tự vệ cũng như trong việc thực thi pháp luật của cảnh sát. Các kỹ thuật Grappling phổ biến được dạy trong tự vệ thường là cách thoát khi bị ôm và ứng dụng ở các kỹ thuật gây đau đớn cho đối thủ.
Grappling được dạy cho việc tự vệ, thể thao, và các cuộc thi đấu võ tổng hợp (MMA).

## Vật lộn đứng (Grappling đứng)
Grappling đứng, được coi là khi hai người bắt đầu từ tư thế đứng,  được xem là một phần không thể thiếu trong các môn Grappling và các môn võ có yếu tố Clinch (ôm). Tùy theo từng môn võ và các môn thể thao đối kháng, mục đích của Grappling đứng cũng thay đổi. Grappling đứng phòng thủ liên quan đến việc ôm giữ chặt và thoát khỏi vị trí ôm chặt của đối thủ, trong khi đó thì các kỹ thuật Grappling tấn công lại bao gồm việc ôm để khóa siết, bẫy, đánh ngã và ném, tất cả đều được dùng để gây ra tổn hại cho đối thủ hoặc đưa trận đấu từ tư thế đứng xuống dưới mặt đất. Grappling đứng có thể được sử dụng đồng thời cả kỹ thuật tấn công và phòng thủ, cùng với các kỹ thuật Striking, để bẫy khóa tay đối thủ trong khi tấn công, ngăn chặn và làm cho đối thủ không có đủ khoảng cách tấn công hiệu quả, hoặc là để áp sát đối thủ, ví dụ như để chống các đòn tấn công từ gối.
Trong bộ môn thể thao đối kháng, Grappling đứng chủ yếu chú trọng về việc làm thế nào để đánh ngã hoặc thực hiện kỹ thuật ném thành công. Grappling đứng là một phần quan trọng trong bộ môn đối kháng Glima và trận đấu sẽ tiếp tục ngay kể cả khi hai võ sĩ ở trên mặt đất nếu họ có thể kết thúc ở đó. Trong các môn võ thuật khác ví dụ như võ tổng hợp (MMA), trận đấu vẫn tiếp tục kể cả ở dưới mặt đất 

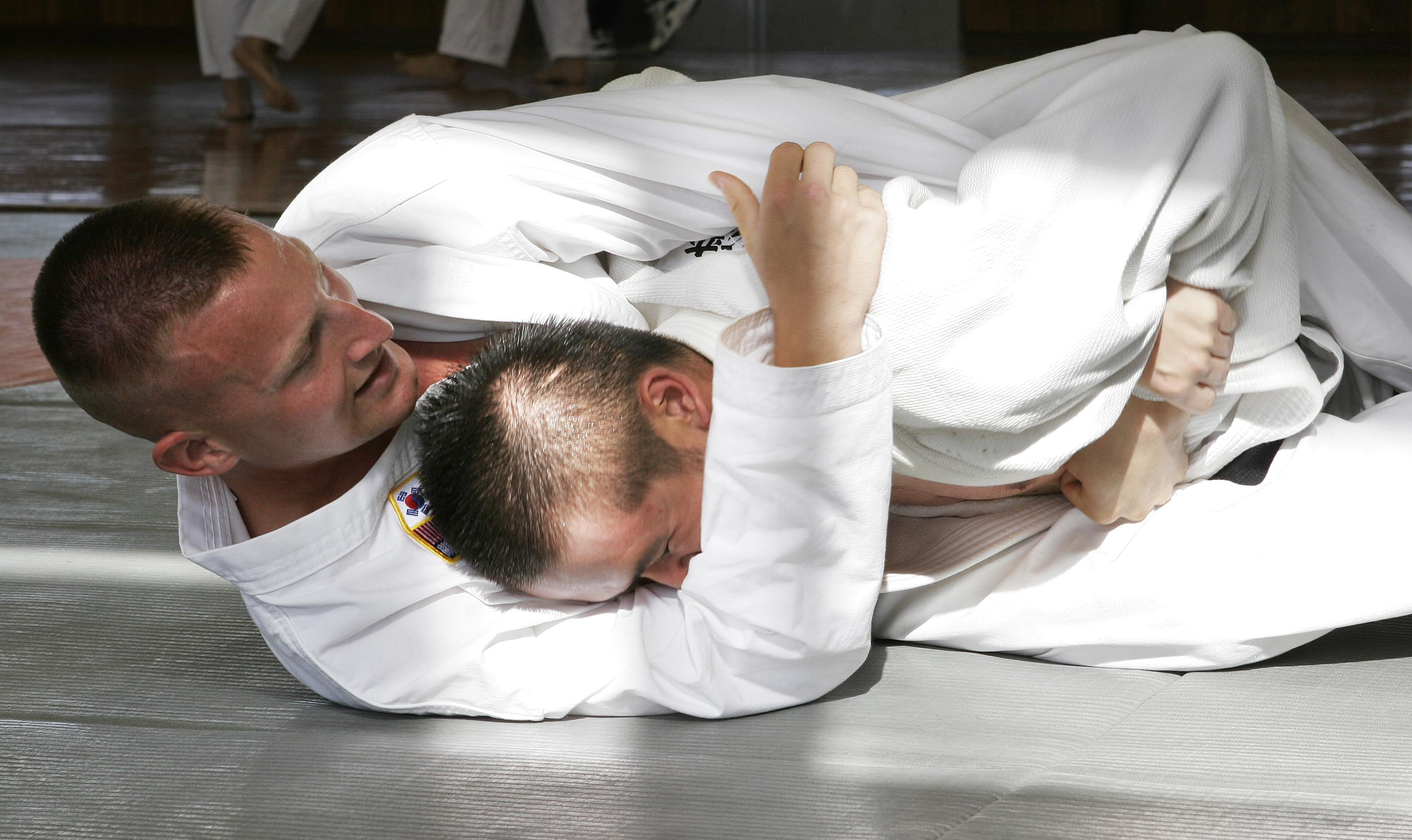
Trong judo, mục tiêu của ne-waza là để khóa siết đối thủ, bẻ khớp hoặc gây áp lực lên đối thủ.

## Vật lộn dưới đất (Grappling địa chiến)
Grappling nằm (vật nằm) đề cập đến các kỹ thuật Grappling được sử dụng khi các võ sĩ không còn ở tư thế đứng. Phần lớn các môn võ có kỹ thuật Grappling nằm đều hướng tới việc chiếm được vị trí có lợi. Vị trí có lợi (thường thì là vị trí ở trên) cho phép người ở trên có lợi thế nhiều hơn và nhiều lựa chọn hơn, bao gồm việc có thể thoát hiểm bằng việc đứng lên, gây áp lực kiểm soát hoặc là làm kiệt sức đối thủ, thực hiện các đòn khóa siết hoặc đấm, đá đối thủ. Mặt khác thì các võ sĩ ở vị trí bất lợi sẽ thoát khỏi vị trí nguy hiểm hoặc thay đổi vị trí bằng việc sử dụng các kỹ thuật quét (sweep), đảo ngược (Reversal). Ở trong các môn võ mà vị trí Guard được sử dụng, thì võ sĩ nằm dưới cũng có thể đánh bại người ở trên bằng việc sử dụng các đòn khóa siết. Một số người sẽ thấy tự tin hơn khi ở vị trí dưới vì số lượng lớn các kỹ thuật khóa siết họ có thể làm được với đối thủ của mình từ vị trí Full Guard.

## Các ứng dụng
Khi các võ sĩ có trình độ thấp nhập một trận đấu, thì phản xạ thông thường là anh ta sẽ cố gắng cầm nắm đối thủ với mục đích làm chậm lại thế trận bằng việc chỉ ôm giữ, kết quả là dẫn đến một trận đấu mà chỉ đơn thuần dựa vào sức lực. Trong khi đó, một võ sĩ với những kỹ thuật Grappling sẽ sử dụng các kỹ thuật đánh ngã (take down), từ đó chiếm lấy những vị trí có lợi như Mount hoặc Side Control, hoặc sử dụng kỹ thuật ôm chặt để và các vị trí trên mặt đất để tấn công hoặc thực hiện các đòn khóa siết. Một võ sĩ khi đã bị quật ngã có thể sử dụng các vị trí phòng thủ, ví dụ như Guard, để có thể chống lại việc bị chiếm lợi thế hoặc bị tấn công. Nếu một võ sĩ đủ khỏe và sử dụng tốt đòn quật, thì các đòn quật ngã hoặc ném sẽ có thể kết thúc luôn trận đấu, bằng việc có thể làm cho đối thủ bất tỉnh. Mặt khác, Grappling đưa ra khả năng kiểm soát đối thủ mà không làm họ bị thương. Hầu hết cảnh sát được đào tạo Grappling vì lý do này. Tương tự thế, các môn thể thao Grappling được tạo ra để mỗi người tham gia có thể thi đấu hết sức mà không sợ làm tổn thương đối thủ.
Trong môn Eskrima thì Grappling được gọi là Dumog. Khái niệm ‘’ Cầm nã ‘’ (Chin Na) trong võ thuật Trung Quốc cũng liên quan đến việc sử dụng vật lộn để khống chế hoặc làm đối thủ mất khả năng tấn công (điều này có thể liên quan đến các huyệt đạo). Một vài môn võ thuật Trung Quốc, Aikido,  một vài hệ thống Eskrima, võ thuật của người Viking Glima, cũng như là võ thuật châu Âu thời trung cổ hoặc thời phục hung, luyện tập Grappling trong khi một hoặc cả hai người được vũ trang. Việc luyện tập như thế này nguy hiểm hơn nhiều so với không có vũ trang, và yêu cầu cần phải được huấn luyện rất nhiều.

## Các trường phái
Có nhiều trường phái Grappling ở các khu vực khác nhau, trong một phạm vi địa lý hoặc phạm vi một quốc gia. Một số trường phái như Judo thể thao, Sambo, Shoot Grappling, Catch Wrestling, Grappling, BJJ, và một số các thể loại đấu vật bao gồm vật tự do (Freestyle), vật Greco-Roman, đã trở nên phổ biến toàn cầu. Judo, vật tự do (Freestyle Wrestling) và vật Greco-Roman (Greco-Roman Wrestling) là các môn thể thao Olympic trong khi đó các môn Grappling như BJJ, Sambo có các giải vô địch thế giới của riêng họ. Các môn Grappling khác của phương đông bao gồm Shuai Jiao, Malla Yuddha và Aikido.
Ở các môn này, mục đích là quật ngã và gây áp lực đến đối thủ, hoặc là để khống chế đối thủ bằng các đòn khóa siết đặc biệt hoặc khóa khớp, qua đó bắt buộc đối thủ phải khuất phục, bất lực và thừa nhận thất bại của mình (bất tỉnh hoặc gãy chân tay). Có hai hình thức trang phục để tập luyện Grappling với tốc độ và kiểu khác nhau: với áo khoác, ví dụ như Gi (võ phục kiểu Nhật) hoặc Kurtka, và không có áo khoác (được gọi là NoGi). Áo khoác, hoặc là ‘’ Gi ‘’,  thường được dùng để cầm nắm trên để điều khiển cơ thể đối thủ,  trong khi với Nogi, thì nhấn mạnh đến việc kiểm soát phần thân và đầu của đối thủ bằng việc chỉ sử dụng việc nắm giữ vào các bộ phận cơ thể mà không được nắm vào quần áo. Việc sử dụng áo khoác là bắt buộc trong thi đấu Judo, Sambo, hầu hết các cuộc thi đấu BJJ, cũng như trong các trường phái vật dân gian trên khắp thế giới. Áo khoác không được sử dụng trong các trận đấu vật (Wrestling), ví dụ như vật tự do (Freestyle Grappling) ở Olympic, vật Greco-Roman.
Trong võ tổng hợp (MMA) thì kỹ thuật Grappling được sử dụng cùng với các kỹ thuật Striking. Các kỹ thuật Striking có thể được dùng để hướng tới việc dùng kỹ thuật Grappling hoặc ngược lại.

### ADCC
Giải đấu Grappling vô địch thế giới ADCC là giải đấu Grappling toàn diện và uy tín nhất (Có thể chơi các kỹ thuật Takedown, và cả  mọi kỹ thuật bẻ siết,..), được tổ chức trên toàn thế giới hai năm một lần

### Mundials
Là một giải vô địch Jiu Jitsu thế giới (từ Mundials trong tiếng Bồ Đào Nha có nghĩa là thế giới), cũng tương tự như ADCC là một giải đấu toàn diện, nơi mà gần như mọi kỹ thuật đều có thể được sử dụng. Là một giải đấu theo thể thức Nogi (không sử dụng võ phục Gi), giải đấu này không được uy tín như ADCC về thể thức Nogi cho lắm.

### Liên hiệp Vật thế giới
Liên hiệp Vật thế giới (United World Wrestling) là tổ chức quốc tế quản lý môn đấu vật. Nó tổ chức các giải đấu vật quốc tế dưới nhiều hình thức, trong đó có cả dành cho nam và nữ. Sự kiện hàng đầu của tổ UWW là giải đấu vật thế giới.

### NAGA
Hiệp hội vật Bắc Mỹ (NAGA) là một tổ chức được thành lập năm 1995, tổ chức các giải đấuVật lộn và Nhu thuật Brazil trên khắp Bắc Mỹ và Châu Âu. NAGA là hiệp hội vật siết lớn nhất trên thế giới với hơn 175.000 thành viên trên toàn thế giới, bao gồm một số nhà vô địch vật và các võ sĩ võ tổng hợp (MMA) trên toàn thế giới. Các giải đấu vật lộn của NAGA bao gồm hai thể thức là Gi và Nogi. Các võ sĩ đấu thể thức No-Gi sẽ đấu theo luật của NAGA. Các võ sĩ với thể thức Gi sẽ đấu theo luật của Nhu thuật Brazil. Những nhà vô địch nổi tiếng là Frank Mir, Joe Fiorentino và Anthony Porcelli.

### GRiND
GRiND là chuỗi giải đấu vật Ấn Độ đỉnh cao đầu tiên bắt đầu vào tháng 5 năm 2017 tổ chức giải vô địch vật (bao gồm khóa siết). Đây là lần đầu tiên không có thể thức Gi ở Ấn Độ.